# Carl Geyer (Entomologe)
Carl Geyer (* 4. März 1802 in Augsburg; † 1. Juni 1889 ebenda) war ein deutscher Entomologe, Kupferstecher und Zeichner, der Beilagen zu Jacob Hübners Werk über Lepidoptera schrieb und illustrierte.
Carl Geyer war vom eigentlichen Beruf her Künstler. Er ist nicht zu verwechseln mit dem Botaniker Karl Andreas Geyer (1809–1853). Sein zoologisches Autorenkürzel lautet „Geyer“.